# Murillo de Río Leza
Murillo de Río Leza è un comune spagnolo di 1 360 abitanti situato nella comunità autonoma di La Rioja.